# Lagrán
Lagrán (Basque: Lagran) là một đô thị trong tỉnh Álava, thuộc Xứ Basque, phía bắc Tây Ban Nha.
Đô thị này cách thủ phủ Victoria 35 km, có diện tích là 45,62 km², dân số 194 người (INE 2007) với mật độ 4,25 người/km²